# Nyceryx eximia
Nyceryx eximia är en fjärilsart som beskrevs av Rothschild och Jordan 1916. Nyceryx eximia ingår i släktet Nyceryx och familjen svärmare. Inga underarter finns listade i Catalogue of Life.